# Octoato de cálcio
O octoato de cálcio é uma fonte de cálcio solúvel em solventes orgânicos como um composto organometálico (também conhecido como compostos metal-orgânicos, organo-inorgânicos e metal-orgânicos).
| Calcium octoate   |                   |
| ----------------- | ----------------- |
| Peso molecular    | 326,48            |
| Cobrança Formal   | 0                 |
| Fórmula molecular | C 16 H 30 C a O 4 |

## Soluvidade:

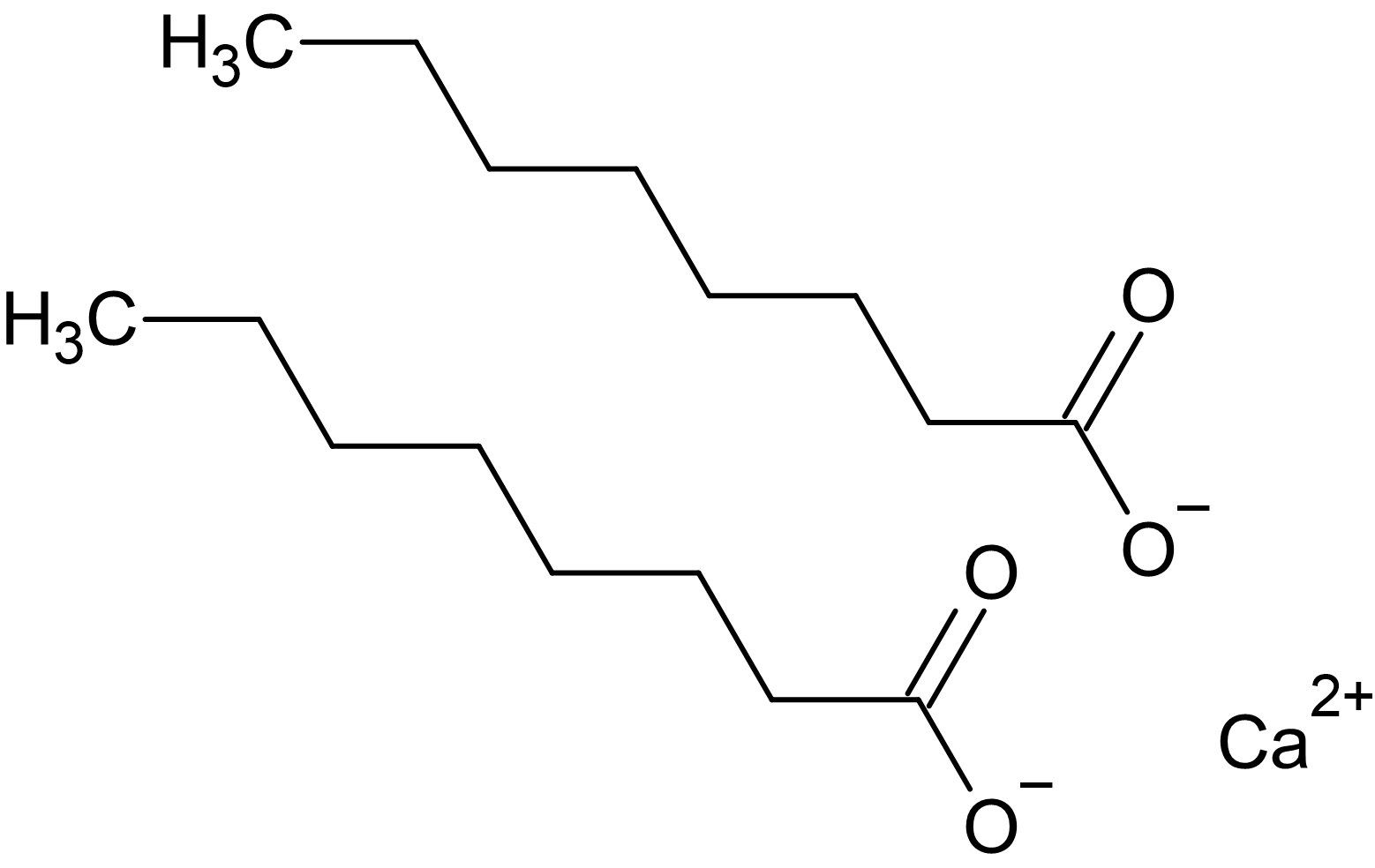
chemical compound

Soluvidade em água: 0.081g/ml( carece de confirmação)

## Aspeto
Pode estar em formato de cristal ou em liquido(a literatura não é muito completa).

## USOS
Geralmente está disponível imediatamente na maioria dos volumes. Formas de pureza ultra alta e alta pureza podem ser consideradas. Etilhexanoatos são carboxilatos com muitas aplicações comerciais. Eles são comumente usados em vários catalisadorespara oxidação, hidrogenação e polimerização e como promotor de adesão. 

Octoato de cálcio é um dos numerosos compostos organo-metálicos (também conhecidos como compostos metalorgânicos, organo-inorgânicos e metalo-orgânicos) vendidos pela American Elements sob o nome comercial AE Organo-Metallics™ para usos que exigem solubilidade não aquosa, como energia solar recente e aplicações de tratamento de água. Resultados semelhantes às vezes também podem ser alcançados com nanopartículas e por deposição de filmes finos. 
ABOUT:
Esta substância está registada ao abrigo do Regulamento REACH e é fabricada e/ou importada para o Espaço Económico Europeu, em ≥ 1 a < 10 toneladas por ano.
Esta substância é utilizada pelos consumidores, por trabalhadores profissionais (utilizações generalizadas), na formulação ou reembalagem, nas instalações industriais e no fabrico.
Usos do consumidor
Esta substância é utilizada nos seguintes produtos: lubrificantes e graxas.
É provável que ocorra outra liberação para o meio ambiente desta substância a partir de: uso interno como auxiliar de processamento, uso externo como auxiliar de processamento, uso interno em sistemas fechados com liberação mínima (por exemplo, líquidos de refrigeração em refrigeradores, aquecedores elétricos à base de óleo) e uso externo em sistemas fechados com liberação mínima (por exemplo, líquidos hidráulicos em suspensão automotiva, lubrificantes em óleo de motor e fluidos de freio).
Vida útil do artigo
A ECHA não dispõe de dados públicos registados sobre as vias pelas quais esta substância tem maior probabilidade de ser libertada no ambiente. A ECHA não dispõe de dados públicos registados que indiquem se ou em que artigos a substância pode ter sido processada.
Usos generalizados por trabalhadores profissionais
A ECHA não dispõe de dados públicos registados que indiquem se ou em que produtos químicos a substância pode ser utilizada. A ECHA não dispõe de dados públicos registados sobre os tipos de fabrico que utilizam esta substância. É provável que ocorra outra liberação para o meio ambiente desta substância a partir de: uso interno como auxiliar de processamento, uso externo como auxiliar de processamento, uso interno em sistemas fechados com liberação mínima (por exemplo, líquidos de refrigeração em refrigeradores, aquecedores elétricos à base de óleo) e uso externo em sistemas fechados com liberação mínima (por exemplo, líquidos hidráulicos em suspensão automotiva, lubrificantes em óleo de motor e fluidos de freio).
Formulação ou reembalagem
A ECHA não dispõe de dados públicos registados que indiquem se ou em que produtos químicos a substância pode ser utilizada. A liberação para o meio ambiente desta substância pode ocorrer a partir de uso industrial: formulação de misturas.
Usos em locais industriais
A ECHA não dispõe de dados públicos registados que indiquem se ou em que produtos químicos a substância pode ser utilizada. A ECHA não dispõe de dados públicos registados sobre os tipos de fabrico que utilizam esta substância. A liberação para o meio ambiente desta substância pode ocorrer a partir de uso industrial: em auxiliares de processamento em instalações industriais e de substâncias em sistemas fechados com liberação mínima.
https://pubchem.ncbi.nlm.nih.gov/compound/Calcium-octoate
| octoato de cálcio 6107-56-8 6356AF |

https://echa.europa.eu/substance-information/-/substanceinfo/100.025.516 Nota: Necessárias mais informações sobre este composto.
```
Elements, American. «Calcium Octoate». American Elements (em inglês). Consultado em 23 de fevereiro de 2022
```

1. ↑  B Kirkbride, James; Harris, Samantha; Dykxhoorn, Jennifer; Dalman, Christina; Hollander, Anna-Clara (1 de agosto de 2019). «Admission for substance-induced disorders in refugee and migrant groups in Sweden v1». protocols.io. Consultado em 23 de fevereiro de 2022